# 不等裂马先蒿
不等裂马先蒿（学名：Pedicularis inaequilobata）为列当科马先蒿属的植物，为中国的特有植物。分布于中国大陆的云南等地，生长于海拔3,000米至4,000米的地区，目前尚未由人工引种栽培。